# Paolo Calabresi
Paolo Calabresi (Roma, 17 giugno 1964) è un attore italiano.

## Biografia
Dopo la maturità classica all'istituto Massimiliano Massimo, ha frequentato la facoltà di giurisprudenza dell'Università degli Studi di Roma "La Sapienza", prima di dedicarsi alla recitazione. Nel 1987 superando una difficile selezione viene ammesso a Milano alla neonata scuola del Piccolo Teatro, diretta da Giorgio Strehler, con il quale dopo il diploma ottenuto nel 1990 ha lavorato in diversi spettacoli.
Oltre alle produzioni teatrali, ha preso parte a fiction televisive come Nati ieri, R.I.S. - Delitti imperfetti, Distretto di Polizia, La squadra e ai film TV Don Bosco, Padre Pio. Interprete di svariati spot pubblicitari, dal 2007 è lo scorbutico elettricista Augusto Biascica nella "fuoriserie italiana" Boris. Come attore ha preso parte alla trilogia dei film Smetto quando voglio come uno dei personaggi principali, e alla serie TV L'ispettore Coliandro 7, dove nel quarto episodio recita il ruolo di un malavitoso caporale del lavoro agricolo.
Nel 2008 ha condotto il programma televisivo Italian Job, su LA7, nel quale si è calato nei panni di numerosi personaggi famosi, dove è anche protagonista di un episodio curioso: è entrato allo stadio Santiago Bernabéu di Madrid travestito da Nicolas Cage, riuscendo così ad assistere gratis alla partita Real Madrid-Roma, sua squadra del cuore. Anche nel 2000 era stato protagonista di uno scherzo simile: infatti venne accolto allo stadio San Siro dalla dirigenza del Milan che abboccò al suo travestimento da Nicolas Cage. Anche in questo caso Calabresi riuscì ad assistere alla partita Milan-Roma, venendo tra l'altro inquadrato molte volte a fianco di Adriano Galliani.
Dal 2008 diventa una "iena" ufficiale de Le Iene su Italia 1; nei suoi servizi è solito travestirsi. Dal 2016 affianca Nadia Toffa, Matteo Viviani, Andrea Agresti e Giulio Golia alla conduzione del programma televisivo di Italia 1 nella puntata infrasettimanale. Dal 16 ottobre 2016 affianca gli stessi colleghi nella puntata domenicale. Il 10 dicembre 2023 è stata insignito del premio Vincenzo Crocitti International "Vince Award" XI edizione. Sempre nel 2023 dà il volto al King nel film Diabolik - Chi sei? dei Manetti Bros.

### Vita privata
È sposato dal 1994 con la consulente artistica Fiamma Consorti e ha quattro figli, tra cui Aurora, attrice, e Arturo, calciatore professionista.

## Filmografia

### Attore

#### Cinema
- Cuore cattivo, regia di Umberto Marino (1994)
- Il talento di Mr. Ripley (The Talented Mr. Ripley), regia di Anthony Minghella (1999)
- Al cuore si comanda, regia di Giovanni Morricone (2003)
- Il pranzo della domenica, regia di Carlo Vanzina (2004)
- Amatemi, regia di Renato De Maria (2005)
- La fiamma sul ghiaccio, regia di Umberto Marino (2005)
- I Viceré, regia di Roberto Faenza (2007)
- Notturno bus, regia di Davide Marengo (2007)
- Tris di donne e abiti nuziali, regia di Vincenzo Terracciano (2009)
- Amore 14, regia di Federico Moccia (2009)
- Scontro di civiltà per un ascensore a Piazza Vittorio, regia di Isotta Toso (2010)
- Ti presento un amico, regia di Carlo Vanzina (2010)
- Il giorno dell'odio, regia di Daniele Misischia (2011)
- Nessuno mi può giudicare, regia di Massimiliano Bruno (2011)
- Boris - Il film, regia di Giacomo Ciarrapico, Mattia Torre e Luca Vendruscolo (2011)
- Diaz - Don't Clean Up This Blood, regia di Daniele Vicari (2012)
- Una famiglia perfetta, regia di Paolo Genovese (2012)
- Breve storia di lunghi tradimenti, regia di Davide Marengo (2012)
- Niente può fermarci, regia di Luigi Cecinelli (2013)
- Tutta colpa di Freud, regia di Paolo Genovese (2014)
- Smetto quando voglio, regia di Sydney Sibilia (2014)
- Ti ricordi di me?, regia di Rolando Ravello (2014)
- Tutto molto bello, regia di Paolo Ruffini (2014)
- Un Natale stupefacente, regia di Volfango De Biasi (2014)
- La corrispondenza, regia di Giuseppe Tornatore (2016)
- Se mi lasci non vale, regia di Vincenzo Salemme (2016)
- Come diventare grandi nonostante i genitori, regia di Luca Lucini (2016)
- Smetto quando voglio - Masterclass, regia di Sydney Sibilia (2017)
- Smetto quando voglio - Ad honorem, regia di Sydney Sibilia (2017)
- Ricchi di fantasia, regia di Francesco Miccichè (2018)
- L'agenzia dei bugiardi, regia di Volfango De Biasi (2019)
- Bentornato Presidente, regia di Giancarlo Fontana e Giuseppe G. Stasi (2019)
- Genitori quasi perfetti, regia di Laura Chiossone (2019)
- Appena un minuto, regia di Francesco Mandelli (2019)
- Figli, regia di Giuseppe Bonito (2020)
- School of Mafia, regia di Alessandro Pondi (2021)
- Una famiglia mostruosa, regia di Volfango De Biasi (2021)
- Trafficante di virus, regia di Costanza Quatriglio (2021)
- Mollo tutto e apro un chiringuito, regia de Il Terzo Segreto di Satira (2021)
- Takeaway, regia di Renzo Carbonera (2021)
- The Land of Dreams, regia di Nicola Abbatangelo (2022)
- I migliori giorni, regia di Massimiliano Bruno ed Edoardo Leo (2023)
- Rapito, regia di Marco Bellocchio (2023)
- Un matrimonio mostruoso, regia di Volfango De Biasi (2023)
- Diabolik - Chi sei?, regia dei Manetti Bros. (2023)
- La guerra del Tiburtino III, regia di Luca Gualano (2023)
- L'Anima Salva, regia di Federica Biondi (2024)
- Berlinguer - La grande ambizione, regia di Andrea Segre (2024)
- Ricomincio da taaac, regia di Pietro Belfiore, Davide Bonacina, Andrea Fadenti, Andrea Mazzarella e Davide Rossi (2024)
- Cortina Express, regia di Eros Puglielli (2024)
- Leopardi & Co., regia di Federica Biondi (2025)

#### Televisione
- Mosè (Moses), regia di Roger Young – miniserie TV (1995)
- Il furto del tesoro, regia di Alberto Sironi – miniserie TV (2000)
- Padre Pio, regia di Carlo Carlei – miniserie TV (2000)
- Compagni di scuola – serie TV (2001)
- La squadra 3 – serie TV (2003)
- Carabinieri – serie TV, 2 episodi (2003)
- Distretto di Polizia – serie TV, 27 episodi (2003, 2011)
- Don Bosco, regia di Lodovico Gasparini – miniserie TV (2004)
- Maigret, regia di Renato De Maria – miniserie TV (2004)
- R.I.S. - Delitti imperfetti – serie TV, episodio 1x09 (2005)
- Boris – serie TV, 50 episodi (2007-2010, 2022)
- Ho sposato uno sbirro – serie TV (2008)
- Il restauratore – serie TV, 28 episodi (2012-2014)
- L'ultimo papa re, regia di Luca Manfredi – miniserie TV (2013)
- Gli anni spezzati - Il commissario, regia di Graziano Diana – miniserie TV (2014)
- Zio Gianni – serie TV, 51 episodi (2014-2016)
- Romanzo siciliano – miniserie TV (2016)
- Immaturi - La serie – serie TV (2018)
- Baby – serie TV, 7 episodi (2018)
- L'ispettore Coliandro – serie TV, episodio 7x04 (2018)
- La bambina che non voleva cantare, regia di Costanza Quatriglio – film TV (2021)
- Speravo de morì prima, regia di Luca Ribuoli – miniserie TV (2021)
- Luna Park – serie TV, 6 episodi (2021)
- Vita da Carlo – serie TV, episodio 9 (2021)
- Se mi lasci ti sposo , regia di Matteo Oleotto – film TV (2022)
- Sono Lillo – serie TV, 14 episodi (2023-2024)
- Il Gattopardo, regia di Tom Shankland, Giuseppe Capotondi e Laura Luchetti – miniserie TV (2025)
- Pesci piccoli. Un'agenzia. Molte idee. Poco budget – serie TV, episodio 2x08 (2025)

### Doppiatore
- Tong in Raya e l'ultimo drago

### Videoclip
- Scusate se non piango di Daniele Silvestri (2019)

#### Regista
- La sottile mensola rossa – cortometraggio (2010)

## Teatro
- Faust di Goethe, regia di Giorgio Strehler
- Arlecchino servitore di due padroni di Carlo Goldoni, regia di Giorgio Strehler
- La disputa di Marivaux, regia di Massimo Castri
- Sei personaggi in cerca d'autore di Luigi Pirandello, regia di Mario Missiroli
- La fastidiosa di Franco Brusati, regia di Mario Missiroli
- La governante di Vitaliano Brancati, regia di Giorgio Albertazzi
- Sogno di una notte di mezza estate di Shakespeare, regia di Karin Beier
- L'anima buona di Sezuan di Bertolt Brecht, regia di Giorgio Strehler
- Madre Coraggio di Bertolt Brecht, regia di Giorgio Strehler
- Le anime morte di Nikolaj Vasil'evič Gogol'; regia di Guido De Monticelli
- Edipo re di Sofocle, regia di Gianfranco De Bosio
- L'avaro di Molière, regia di Giorgio Strehler
- Il mercante di Venezia di Shakespeare, regia di Stéphane Braunschweig
- Il sogno di August Strindberg, regia di Luca Ronconi
- Questa sera si recita a soggetto di Luigi Pirandello, regia di Karin Beier
- Il convitato di pietra di Aleksandr Sergeevič Puškin, regia di Guido De Monticelli
- Quando si è qualcuno di Luigi Pirandello, regia di Massimo Castri
- Alcesti di Euripide, regia di Massimo Castri
- Tre Sorelle di Anton Čechov, regia di Massimo Castri
- Dona Flor e i suoi due mariti, liberamente tratto dal romanzo di Jorge Amado, regia di Emanuela Giordano
- Nuda proprietà di Lidia Ravera, regia di Emanuela Giordano
- Nudi e Crudi di Alan Bennet, regia di Serena Sinigaglia
- Qui e Ora di Mattia Torre, regia di Mattia Torre
- Perfetti sconosciuti, testo e regia di Paolo Genovese (2023)

## Programmi televisivi
- Le frontiere dello spirito (1994)
- Le Iene (2008)
- Italian Job (2008)
- La prova dell'otto (2013)

## Opere
- Tutti gli uomini che non sono. Storia vera di una falsa identità, collana Le stanze, Salani, 2022, ISBN 9788893817684.

## Riconoscimenti
- Nastro d'argento
  - 2019 – Candidatura al migliore attore in un film commedia per Bentornato Presidente

- Ciak d'oro
  - 2014 – Candidatura al migliore attore non protagonista per Smetto quando voglio
  - 2016 – Candidatura al migliore attore non protagonista per La corrispondenza e Nemiche per la pelle

- Premio Vincenzo Crocitti International[5]
  - 2023 – Vince Award